# Henry George
Henry George (2 tháng 9 năm 1839 – 29 tháng 10 năm 1897) là một nhà kinh tế chính trị và nhà báo người Mỹ. Các tác phẩm của ông được công chúng Mỹ thế kỷ 19 đón nhận nồng nhiệt và đã khơi nguồn cho nhiều phong trào cải cách trong Thời kỳ Tiến bộ. George đã phát triển triết lý kinh tế được biết đến với tên gọi Chủ nghĩa George. Triết lý này cho rằng mọi người nên sở hữu giá trị do chính họ tạo ra, nhưng giá trị kinh tế của đất đai (bao gồm các tài nguyên thiên nhiên) nên thuộc về tất cả các thành viên trong xã hội một cách bình đẳng. George nổi tiếng với luận điểm rằng chỉ cần đánh một loại thuế duy nhất lên giá trị đất đai là có thể tạo ra một xã hội năng suất và công bằng hơn.
Tác phẩm nổi tiếng nhất của Henry George, "Tiến bộ và Nghèo đói" (Progress and Poverty, 1879), đã bán được hàng triệu bản trên toàn thế giới. Cuốn sách này nghiên cứu nghịch lý về sự gia tăng bất bình đẳng và nghèo đói trong bối cảnh tiến bộ kinh tế và công nghệ. George phân tích chu kỳ kinh doanh với tính chất chu kỳ của các nền kinh tế công nghiệp hóa, đồng thời đề xuất việc áp dụng các chính sách thu hồi địa tô, như thuế giá trị đất đai và các cải cách chống độc quyền khác, như một giải pháp để giải quyết các vấn đề xã hội này và nhiều vấn đề khác.
Các tác phẩm khác của Henry George bảo vệ tự do thương mại, bầu cử kín, cung cấp các dịch vụ công cộng và giao thông công cộng miễn phí (chỉ tính chi phí biên), được tài trợ thông qua việc thu hồi giá trị gia tăng của đất đai do các dịch vụ này mang lại. Ông cũng ủng hộ thuế Pigouvian và sở hữu công đối với các độc quyền tự nhiên khác.
George từng làm nhà báo trong nhiều năm, và sự nổi tiếng của các bài viết cũng như các bài diễn thuyết của ông đã thúc đẩy ông ra tranh cử thị trưởng New York vào năm 1886. Là ứng cử viên của Đảng Lao động Thống nhất năm 1886 và Đảng Dân chủ năm 1897, George lần lượt giành được 31% và 4% phiếu bầu, đứng trên Theodore Roosevelt, cựu lãnh đạo phe thiểu số tại Hội đồng Lập pháp bang New York, trong cuộc đua đầu tiên. Sau khi qua đời trong lúc tranh cử lần hai, các ý tưởng của ông tiếp tục được phát triển bởi các tổ chức và lãnh đạo chính trị trên khắp Hoa Kỳ và các quốc gia nói tiếng Anh khác. Nhà kinh tế và nhà báo thế kỷ 20 George Soule từng viết rằng Henry George là "nhà kinh tế người Mỹ nổi tiếng nhất" và là "tác giả của một cuốn sách có lẽ đã đạt được lượng phát hành toàn cầu lớn hơn bất kỳ tác phẩm kinh tế nào từng được viết."

## Quan điểm và đề xuất chính sách

### Xã hội hóa địa tô đất đai và tài nguyên thiên nhiên
Henry George được biết đến nhiều nhất với lập luận rằng địa tô kinh tế của đất đai nên được chia sẻ cho toàn xã hội. Quan điểm này được trình bày rõ ràng nhất trong tác phẩm Tiến bộ và Nghèo đói với tuyên bố: “Chúng ta phải biến đất đai thành tài sản chung.”
Bằng cách đánh thuế giá trị đất đai, xã hội có thể thu hồi giá trị từ di sản chung của mình, tăng lương, cải thiện việc sử dụng đất và loại bỏ nhu cầu đánh thuế vào các hoạt động sản xuất. George tin rằng điều này sẽ loại bỏ các động cơ đầu cơ đất đai hiện tại và khuyến khích phát triển. Khi đó, chủ đất sẽ không phải chịu hình phạt thuế đối với các hoạt động công nghiệp hoặc công trình được xây dựng trên đất của họ, đồng thời cũng không thể thu lợi từ việc giữ các khu đất có giá trị trong tình trạng bỏ hoang.
Việc áp dụng rộng rãi nguyên tắc này ngày nay thường được gọi là “Chủ nghĩa George”. Vào thời của Henry George, nó được biết đến với tên gọi “phong trào thuế duy nhất” và đôi khi có liên hệ với các phong trào quốc hữu hóa đất đai, đặc biệt là ở Ireland. Tuy nhiên, trong tác phẩm Tiến bộ và Nghèo đói, George không ủng hộ ý tưởng quốc hữu hóa đất đai.

Ông viết:
"Tôi không đề xuất việc mua lại hoặc tịch thu quyền sở hữu tư nhân đối với đất đai. Cách thứ nhất là bất công; cách thứ hai thì không cần thiết. Hãy để những người đang nắm giữ đất đai tiếp tục giữ quyền sở hữu, nếu họ muốn, đối với thứ mà họ gọi là đất của mình. Hãy để họ tiếp tục mua bán, để lại và thừa kế nó. Chúng ta có thể an tâm để lại cho họ phần vỏ, nếu chúng ta lấy phần lõi. Không cần thiết phải tịch thu đất đai; điều duy nhất cần làm là tịch thu địa tô.".
George tin rằng thay vì chiếm đoạt đất đai, việc thu thuế giá trị địa tô sẽ đảm bảo rằng giá trị kinh tế của đất đai được tái phân phối công bằng trong xã hội, đồng thời vẫn giữ nguyên quyền sở hữu hợp pháp đối với đất đai của cá nhân.

### Cải cách sở hữu trí tuệ
Henry George phản đối hoặc tỏ ra nghi ngờ đối với mọi hình thức độc quyền sở hữu trí tuệ, vì theo định nghĩa cổ điển của ông, "đất đai" bao gồm "tất cả các thế lực tự nhiên và cơ hội". Do đó, George đề xuất xóa bỏ hoặc hạn chế nghiêm ngặt đặc quyền sở hữu trí tuệ. Theo quan điểm của ông, độc quyền thông qua dàn xếp và tương tác vật chất – thứ chịu sự chi phối của các lực tự nhiên – cho phép những người nắm giữ độc quyền thu địa tô từ các nhà sản xuất, tương tự như cách mà địa chủ trục lợi.
Sau này, George ủng hộ việc hạn chế bản quyền, với lý do rằng quyền sở hữu tạm thời đối với một sự sắp xếp độc đáo của từ ngữ hoặc màu sắc (ám chỉ nhà văn và họa sĩ) không ngăn cản những người khác lao động để tạo ra các tác phẩm nghệ thuật mới. Tuy nhiên, ông xếp địa tô phát sinh từ bằng sáng chế là một dạng độc quyền ít nghiêm trọng hơn so với quyền sở hữu đất đai. Lý do là vì ông coi các chủ đất là “kẻ cướp lấy đi tất cả những gì còn lại”. Trong khi con người có thể lựa chọn không mua một sản phẩm mới cụ thể, họ buộc phải chọn một nơi để dung thân. Do đó, lợi ích thu được từ lao động thông qua các cải cách nhỏ hơn cuối cùng vẫn sẽ rơi vào tay những chủ sở hữu và nhà tài chính độc quyền về vị trí đất đai.

### Tự do thương mại
Henry George phản đối thuế quan, một biện pháp chính của chính sách bảo hộ mậu dịch thời bấy giờ và là một nguồn thu quan trọng của chính phủ liên bang trước khi thuế thu nhập liên bang được áp dụng. Ông lập luận rằng thuế quan làm giá cả tăng cao đối với người tiêu dùng mà không hề làm tăng tiền lương nói chung. George cũng tin rằng thuế quan bảo vệ các công ty độc quyền khỏi sự cạnh tranh, từ đó gia tăng quyền lực của họ.
Tự do thương mại trở thành một vấn đề lớn trong chính trị liên bang, và cuốn sách Bảo hộ hay Tự do Thương mại (Protection or Free Trade) của George là cuốn sách đầu tiên được đọc toàn bộ vào Hồ sơ Quốc hội Mỹ. Nội dung sách được năm nghị sĩ Đảng Dân chủ nêu lên.
Năm 1997, Spencer MacCallum viết rằng Henry George là "nhà văn và diễn giả vĩ đại nhất về tự do thương mại từng sống". Đến năm 2009, nhà kinh tế học Tyler Cowen nhận định cuốn Protection or Free Trade (1886) của George “có lẽ vẫn là tác phẩm được lập luận chặt chẽ nhất về tự do thương mại cho đến ngày nay”.

Nhà sử học Jim Powell cho rằng Protection or Free Trade có thể là cuốn sách hay nhất về thương mại được viết ở châu Mỹ, so sánh nó với Tìm hiểu về bản chất và nguồn gốc của cải của các quốc gia (The Wealth of Nations) của Adam Smith. Nhà kinh tế học nổi tiếng Milton Friedman cũng nhận xét rằng đây là tác phẩm hùng biện nhất từng được viết về tự do thương mại. Friedman đã trích dẫn lại một lập luận nổi tiếng của George để bảo vệ thương mại tự do:
"Thật thú vị khi trong thời chiến, chúng ta phong tỏa kẻ thù để ngăn họ nhận hàng hóa từ bên ngoài Nhưng trong thời bình, chúng ta lại tự làm điều đó với chính mình thông qua thuế quan, giống như cách chúng ta làm với kẻ thù trong chiến tranh.”.
Những lập luận sắc bén của Henry George đã góp phần định hình cuộc tranh luận về tự do thương mại trong thời đại của ông và tiếp tục ảnh hưởng đến các nhà kinh tế trong nhiều thế kỷ sau.

### Bỏ phiếu kín
Henry George là một trong những người tiên phong ủng hộ bỏ phiếu kín và nổi bật nhất tại Hoa Kỳ. Nhà sử học Harvard, Jill Lepore, khẳng định rằng chính nhờ sự vận động của Henry George mà người Mỹ ngày nay thực hiện việc bỏ phiếu kín.
Bài viết đầu tiên của George ủng hộ hình thức này mang tên "Hối lộ trong bầu cử" được xuất bản trên Overland Review vào tháng 12 năm 1871. Bài viết thứ hai của ông, "Tiền bạc trong bầu cử", được xuất bản trên North American Review vào tháng 3 năm 1883.
Cuộc cải cách đầu tiên về bỏ phiếu kín được cơ quan lập pháp tiểu bang thông qua là nhờ các nhà cải cách tuyên bố rằng họ đã được truyền cảm hứng từ Henry George. Tiểu bang đầu tiên áp dụng hình thức bỏ phiếu kín, còn gọi là "Lá phiếu kiểu Úc", là Massachusetts vào năm 1888 dưới sự lãnh đạo của Richard Henry Dana III. Đến năm 1891, hơn một nửa số bang ở Hoa Kỳ đã áp dụng hình thức bỏ phiếu này.
Henry George đã góp phần đáng kể trong việc cải cách hệ thống bầu cử của Mỹ, đảm bảo tính minh bạch và công bằng hơn bằng cách loại bỏ áp lực và hối lộ cử tri trong quá trình bầu cử.

### Tạo tiền, ngân hàng và cải cách thâm hụt quốc gia
Henry George ủng hộ việc sử dụng tiền tệ "không nợ" (sovereign money), chẳng hạn như "greenback", loại tiền được chính phủ phát hành trực tiếp vào lưu thông nhằm tài trợ cho chi tiêu công thông qua việc thu lại địa tô phát hành tiền (seigniorage rents). George phản đối việc sử dụng tiền kim loại như vàng hoặc bạc và cũng phản đối tiền pháp định do các ngân hàng thương mại tư nhân tạo ra[77].
Quan điểm của George về cải cách tiền tệ nhấn mạnh vai trò của chính phủ trong việc đảm bảo nguồn cung tiền tệ phục vụ lợi ích công cộng thay vì cho phép hệ thống ngân hàng tư nhân hưởng lợi từ việc tạo ra tiền tệ mới. Ông tin rằng việc phát hành tiền không gắn với nợ sẽ tạo điều kiện thuận lợi cho các dự án công cộng và giảm thiểu ảnh hưởng của các nhà tài chính tư nhân lên nền kinh tế.
Việc ủng hộ "greenback" của George được coi là một phần trong phong trào rộng lớn hơn ở thế kỷ 19 nhằm đấu tranh chống lại các độc quyền tài chính và thúc đẩy công bằng kinh tế.

### Cổ tức công dân và lương hưu phổ quát
Henry George đề xuất cổ tức công dân được tài trợ bằng thuế giá trị đất đai trong một bài phát biểu vào tháng 4 năm 1885 tại một chi nhánh của Knights of Labor ở Burlington, Iowa mang tên "Tội ác của nghèo đói" (The Crime of Poverty), và sau đó trong một cuộc phỏng vấn với cựu nghị sĩ Hạ viện Hoa Kỳ David Dudley Field II, được xuất bản trong số tháng 7 năm 1885 trên tạp chí North American Review:
"Như một người bạn người Anh của tôi đã nói: Không cần thuế và có lương hưu cho mọi người; và tại sao không thể như vậy? Việc thu hồi giá trị đất đai cho các mục đích công cộng thực ra không phải là áp đặt thuế, mà là sử dụng cho lợi ích chung một giá trị được tạo ra bởi cộng đồng. Từ quỹ tích lũy này – vốn là tài sản chung – chúng ta có thể, mà không làm ai mất phẩm giá, cung cấp đủ để đảm bảo rằng không ai bị bỏ rơi trong nghèo đói, dù họ mất đi người bảo hộ tự nhiên, gặp tai nạn, hay không thể làm việc khi tuổi già. Những lời đồn đoán từ một số người rằng việc trao cho người lao động thứ mà họ không tự tạo ra sẽ làm tổn thương họ là nhảm nhí. Sự thật là, điều gì làm tổn hại lòng tự trọng mới thực sự gây hại; nhưng nếu trao cho họ như một quyền lợi, như thứ mà mỗi công dân xứng đáng được hưởng, thì điều đó không hạ thấp họ. Các trường từ thiện có thể làm nhục trẻ em theo học ở đó, nhưng trường công thì không.".
George đề xuất tạo ra một hệ thống lương hưu và hỗ trợ khuyết tật, cùng với một hình thức thu nhập cơ bản vô điều kiện được tài trợ từ khoản thặng dư thu được qua địa tô đất đai. Khoản tiền này sẽ được phân phối cho tất cả cư dân "như một quyền lợi", chứ không phải dưới dạng từ thiện.
Chính sách này của George thường được gọi là "cổ tức công dân" bởi những người theo chủ nghĩa George, lấy cảm hứng từ đề xuất tương tự của Thomas Paine về việc phân phối thu nhập từ đất đai cho toàn thể công dân. George tin rằng chính sách này sẽ đảm bảo mọi người đều được hưởng lợi từ tài sản chung của cộng đồng, đồng thời duy trì phẩm giá và lòng tự trọng của họ.

### Bảo hộ phá sản và xóa bỏ nhà tù con nợ
Henry George nhận thấy rằng phần lớn nợ nần, mặc dù mang vẻ ngoài như là lãi suất của vốn thực, thực chất không được sử dụng để tạo ra tư bản thật mà thay vào đó là nghĩa vụ gắn liền với dòng chảy địa tô từ đặc quyền kinh tế sẵn có. Do đó, ông lập luận rằng nhà nước không nên hỗ trợ các chủ nợ bằng cách huy động cảnh sát, tòa án hay nhà tù để thu hồi các nghĩa vụ không chính đáng này.
Mặc dù George không cung cấp dữ liệu để củng cố quan điểm này, nhưng trong nền kinh tế phát triển ngày nay, phần lớn nguồn cung tín dụng được tạo ra nhằm mua các khoản thu địa tô trong tương lai, thay vì tài trợ cho việc tạo ra tư bản thực. Các nhà kinh tế Michael Hudson và Adair Turner ước tính rằng khoảng 80% nguồn tín dụng hiện đại được sử dụng để tài trợ cho việc mua bất động sản, chủ yếu là đất đai.

George thừa nhận rằng chính sách này sẽ hạn chế hệ thống ngân hàng, nhưng ông tin rằng điều đó sẽ đem lại lợi ích kinh tế, vì khu vực tài chính hiện tại chủ yếu làm gia tăng việc trích xuất địa tô hơn là đầu tư vào sản xuất. Ông viết:
“Tai họa của tín dụng là... nó mở rộng khi có xu hướng đầu cơ, và đột ngột thu hẹp lại ngay khi tín dụng cần thiết nhất để đảm bảo lòng tin và ngăn ngừa lãng phí công nghiệp.”
George thậm chí còn đề xuất rằng một cuộc "xóa nợ toàn diện" (debt jubilee) có thể loại bỏ gánh nặng nợ nần tích tụ mà không làm giảm đi tổng của cải của xã hội.
Bằng cách bảo vệ con nợ và giảm ảnh hưởng của tín dụng bất hợp lý, George mong muốn một hệ thống kinh tế công bằng hơn, nơi tư bản thực được đầu tư vào sản xuất, thay vì tạo ra sự tích tụ đặc quyền kinh tế thông qua địa tô và đầu cơ.

### Quyền bầu cử của phụ nữ
Henry George là một nhà hoạt động quan trọng và mạnh mẽ ủng hộ quyền chính trị của phụ nữ. Ông lập luận rằng cần phải mở rộng quyền bầu cử cho phụ nữ. George viết:
"Phong trào đòi quyền bầu cử cho phụ nữ đang tiến bộ một cách ổn định, dù chậm rãi và âm thầm, trong dư luận xã hội. Trong một vòng tròn rộng lớn và ngày càng mở rộng, những phụ nữ mong muốn được bỏ phiếu không còn bị coi là nam tính, cũng như những người đàn ông ủng hộ họ không bị xem là yếu đuối. Mục tiêu vẫn chưa đạt được và có thể còn xa, nhưng kể từ hội nghị đầu tiên về quyền phụ nữ được tổ chức tại Hoa Kỳ cách đây bốn mươi năm, những tiến bộ lớn đã được thực hiện...".
Quan điểm của George phản ánh một tầm nhìn tiến bộ đối với bình đẳng giới trong bối cảnh xã hội thế kỷ 19. Ông nhấn mạnh rằng việc trao quyền bầu cử cho phụ nữ là một bước tiến tất yếu và hợp lý trong tiến trình mở rộng dân chủ.
George không chỉ công nhận sự chính đáng của phong trào đòi quyền bầu cử cho phụ nữ, mà còn đóng góp vào sự thay đổi nhận thức xã hội về vai trò của phụ nữ trong chính trị và đời sống công cộng. Nhờ vào những nhà tư tưởng và ủng hộ như George, phong trào này đã đạt được những thành tựu quan trọng trong các thập kỷ tiếp theo.

## Di sản
```
Bài chi tiết: 
Chủ nghĩa George
```

Tư tưởng chính trị và kinh tế của Henry George có ảnh hưởng sâu rộng trong thời đại của ông, dẫn đến sự hình thành triết lý kinh tế được biết đến với tên gọi "Chủ nghĩa George". Tuy nhiên, ảnh hưởng này dần suy giảm trong thế kỷ 20. Dù vậy, không thể phủ nhận tác động mạnh mẽ của George đối với các phong trào cải cách và văn hóa trí thức vào cuối thế kỷ 19. Tác phẩm "Tiến bộ và Nghèo đói" do ông tự xuất bản là một trong những sách kinh tế phổ biến đầu tiên và được in ấn rộng rãi. Sự phổ biến toàn cầu của cuốn sách này thường được coi là khởi đầu của Thời đại Tiến bộ, với nhiều đảng phái chính trị, câu lạc bộ và tổ chức từ thiện trên thế giới được thành lập dựa trên tư tưởng của George. Thông điệp của George thu hút sự ủng hộ từ nhiều thành phần chính trị, bao gồm các nhà hoạt động công đoàn, xã hội chủ nghĩa, vô chính phủ, tự do, cải cách, bảo thủ và cả các nhà đầu tư giàu có. Do đó, Henry George được coi là tri thức lớn bởi cả những người theo chủ nghĩa tự do cổ điển và xã hội chủ nghĩa. Edwin Markham đã bày tỏ quan điểm phổ biến khi nói: "Henry George luôn là một trong những anh hùng vĩ đại của nhân loại đối với tôi."
Nhiều cá nhân nổi tiếng, đặc biệt là các nhân vật trong Thời đại Tiến bộ, tuyên bố được truyền cảm hứng từ tư tưởng của Henry George. John Peter Altgeld viết rằng George "đã tạo ra ấn tượng lớn đối với tư tưởng kinh tế của thời đại, tương tự như Darwin trong thế giới khoa học." José Martí nhận xét: "Chỉ có Darwin trong khoa học tự nhiên mới để lại dấu ấn tương đương với George trong khoa học xã hội." Năm 1892, Alfred Russel Wallace cho rằng "Tiến bộ và Nghèo đói" của George là "cuốn sách đáng chú ý và quan trọng nhất của thế kỷ hiện tại," ngầm xếp nó trên cả "Nguồn gốc các loài" mà ông từng giúp phát triển và quảng bá.
Franklin D. Roosevelt ca ngợi George là "một trong những nhà tư tưởng vĩ đại thực sự mà đất nước chúng ta sản sinh" và tiếc rằng các tác phẩm của George không được biết đến và hiểu rõ hơn. Quan điểm của George đã ảnh hưởng đến Chính sách Kinh tế Mới. Thậm chí, nhiều thập kỷ trước đó, William Jennings Bryan viết rằng thiên tài của George đã tiếp cận độc giả toàn cầu và rằng ông "là một trong những nhà tư tưởng hàng đầu của thế giới." Cựu Tổng thống Rutherford B. Hayes nhận xét về ông:
"Henry George mạnh mẽ khi ông miêu tả sự mục nát của hệ thống hiện tại. Chúng ta, ít nhất, chưa sẵn sàng cho giải pháp của ông. Chúng ta có thể giải quyết và loại bỏ khó khăn bằng cách thay đổi các luật điều chỉnh các tập đoàn, thừa kế tài sản, di chúc, ủy thác, thuế và nhiều lợi ích quan trọng khác, không bỏ qua đất đai và tài sản khác."
John Dewey viết: "Cần chưa đến mười ngón tay để liệt kê những người từ Plato đến nay có tầm cỡ như ông," và rằng "Không ai, không một sinh viên tốt nghiệp nào của một tổ chức giáo dục bậc cao, có quyền coi mình là người có học thức trong tư tưởng xã hội nếu không thân thuộc trực tiếp với những đóng góp lý thuyết của nhà tư tưởng vĩ đại người Mỹ này." Albert Jay Nock viết rằng bất kỳ ai khám phá lại Henry George sẽ nhận thấy rằng "George là một trong nửa tá bộ óc vĩ đại nhất của thế kỷ 19, trên toàn thế giới." Nhà hoạt động phản chiến John Haynes Holmes cũng đồng tình khi nhận xét rằng George là "một trong nửa tá người Mỹ vĩ đại của thế kỷ 19, và là một trong những nhà cải cách xã hội nổi bật nhất mọi thời đại." Edward McGlynn nói: "[George] là một trong những thiên tài vĩ đại nhất mà thế giới từng chứng kiến, và... phẩm chất trái tim của ông sánh ngang với những món quà tuyệt vời của trí tuệ. ... Ông là một người có thể vượt trội hơn tất cả những người đồng trang lứa trong hầu hết các lĩnh vực văn học hoặc khoa học." Tương tự, Leo Tolstoy viết rằng George là "một trong những người vĩ đại nhất của thế kỷ 19." Tiểu thuyết Phục sinh (1899) của Leo Tolstoy được lấy cảm hứng từ chủ nghĩa George.
Nhà khoa học xã hội và kinh tế học John A. Hobson nhận xét năm 1897 rằng "Henry George có thể được coi là người đã tác động mạnh mẽ và trực tiếp đến chủ nghĩa cấp tiến Anh trong mười lăm năm qua so với bất kỳ ai khác," và rằng George "đã có thể truyền đạt một khái niệm trừu tượng, đó là tiền thuê kinh tế, vào tâm trí của một số lượng lớn những người 'thực tiễn', và từ đó tạo ra một phong trào xã hội. George có tất cả những phẩm chất phổ biến của một nhà hùng biện và nhà báo Mỹ, cùng với một điều gì đó hơn thế. Sự chân thành toát lên từ mọi lời nói của ông." Nhiều người khác đồng ý với Hobson. George Bernard Shaw, người sáng lập các tổ chức xã hội chủ nghĩa như Hội Fabian, cho rằng Henry George đã truyền cảm hứng cho 5 trong số 6 nhà cải cách xã hội chủ nghĩa ở Anh trong những năm 1880.
Joseph Jay "J.J." Pastoriza đã lãnh đạo một phong trào George thành công tại Houston. Dù câu lạc bộ Georgist, Liên đoàn Thuế Đơn Houston (Houston Single Tax League), được thành lập từ năm 1890, Pastoriza đã cho phép tổ chức này sử dụng tài sản của mình vào năm 1903. Ông nghỉ hưu khỏi ngành in ấn vào năm 1906 để dành trọn cuộc đời cho sự nghiệp công, sau đó du hành khắp Hoa Kỳ và châu Âu để nghiên cứu các hệ thống đánh thuế tài sản khác nhau. Khi trở về Houston, ông đảm nhiệm vị trí Ủy viên Thuế Houston từ năm 1911 đến năm 1917. Năm 1912, ông giới thiệu "Kế hoạch Thuế Houston" của mình: các công trình xây dựng trên đất và hàng hóa tồn kho của thương nhân bị đánh thuế ở mức 25% giá trị thẩm định, đất chưa được cải tạo bị đánh thuế ở mức 70% giá trị thẩm định, và tài sản cá nhân được miễn thuế. Tuy nhiên, vào năm 1915, hai tòa án đã phán quyết rằng Kế hoạch Houston vi phạm Hiến pháp Texas.
Trước khi đọc Tiến bộ và Nghèo đói của Henry George, Helen Keller là một người theo chủ nghĩa xã hội và tin rằng chủ nghĩa Georgism là một bước đi đúng hướng. Bà sau đó viết rằng bà tìm thấy "trong triết lý của Henry George một vẻ đẹp hiếm có và sức mạnh truyền cảm hứng, cùng một niềm tin tuyệt vời vào phẩm giá bản chất con người." Một số người cho rằng sự nhiệt huyết, chân thành và lối giải thích rõ ràng trong các tác phẩm của Henry George đã tạo nên niềm đam mê gần như tôn giáo trong lòng nhiều tín đồ của ông, và khả năng hứa hẹn tạo dựng "thiên đường trên Trái Đất" đã lấp đầy khoảng trống tinh thần trong thời đại thế tục. Josiah Wedgwood, chính trị gia đảng Tự do và sau này là đảng Lao động, viết rằng từ khi đọc tác phẩm của George, "tôi biết rằng có một người đàn ông đến từ Chúa, và tên ông là Henry George. Tôi không cần thêm bất kỳ đức tin nào khác từ đó trở đi."
Dù cả hai đều ủng hộ quyền của người lao động, Henry George và Karl Marx lại có mối quan hệ đối lập. Marx xem chính sách Thuế Đơn là một bước lùi khỏi con đường tiến lên chủ nghĩa cộng sản. Về phần mình, Henry George dự đoán rằng việc ép buộc áp dụng chủ nghĩa xã hội "nếu được thực hiện triệt để, sẽ đồng nghĩa với chế độ chuyên chế kiểu Ai Cập." Leo Tolstoy bày tỏ sự tiếc nuối khi tư tưởng của George dần chìm vào im lặng, vì ông cho rằng chủ nghĩa George là hợp lý và thực tế, trái ngược với các phong trào không tưởng khác. Tolstoy cũng gọi đó là "một đóng góp giúp khai sáng ý thức của nhân loại, đặt trên nền tảng thực tiễn" và có thể giúp xóa bỏ điều ông gọi là "Chế độ nô lệ thời hiện đại." Sau khi Marx qua đời, George thừa nhận ông chưa đọc tác phẩm nào của Marx, vốn chưa được dịch sang tiếng Anh thời đó, nhưng miêu tả Marx là một người "kiên định, nhẫn nại và hy sinh vì tự do của những người bị áp bức và nâng cao những kẻ cùng khổ."
Sự phổ biến của Henry George giảm dần trong thế kỷ 20. Tuy nhiên, các tổ chức Georgist vẫn tồn tại. Nhiều nhân vật nổi tiếng và có ảnh hưởng, như George Bernard Shaw, được truyền cảm hứng từ George hoặc tự nhận mình là Georgist. Trong cuốn sách cuối cùng của mình Where Do We Go from Here: Chaos or Community?, Martin Luther King Jr. đã nhắc đến Henry George để ủng hộ khái niệm thu nhập tối thiểu được đảm bảo. Bill Moyers từng trích dẫn Henry George trong một bài phát biểu và gọi ông là "một anh hùng vĩ đại." Albert Einstein viết rằng: "Những con người như Henry George thật đáng tiếc là hiếm có. Không thể tưởng tượng được một sự kết hợp đẹp đẽ hơn giữa trí tuệ sắc bén, phong cách nghệ thuật và lòng yêu chuộng công lý mãnh liệt. Mỗi dòng chữ của ông đều như được viết cho thế hệ chúng ta. Việc phổ biến các tác phẩm của ông thực sự là một mục đích đáng quý, vì thế hệ chúng ta đặc biệt có nhiều điều quan trọng để học hỏi từ Henry George."
Mason Gaffney, nhà kinh tế học người Mỹ và là nhà phê bình chính của kinh tế học tân cổ điển từ góc nhìn Georgist, lập luận rằng kinh tế học tân cổ điển được thiết kế và quảng bá bởi những địa chủ và các nhà kinh tế thuê mướn của họ nhằm đánh lạc hướng sự chú ý khỏi triết lý của George. Triết lý này nhấn mạnh rằng vì đất đai và tài nguyên do tự nhiên cung cấp và giá trị của chúng được xã hội tạo ra, nên giá trị đất – chứ không phải lao động hay tư bản – nên làm cơ sở thuế để tài trợ cho chính phủ và chi tiêu công.
Andrew MacLaren, nghị sĩ Quốc hội Anh, tin rằng các ý tưởng về thuế đất của Henry George sẽ mang lại công bằng kinh tế và đã tranh luận ủng hộ chúng tại Hạ viện. Cùng với con trai ông là Leon MacLaren, ông đã sáng lập Trường Khoa học Kinh tế (School of Economic Science), một tổ chức toàn cầu giảng dạy các nguyên lý Georgist.
Joseph Stiglitz viết rằng: "Một trong những ý tưởng quan trọng nhưng ít được đánh giá cao trong kinh tế học là nguyên lý của Henry George về việc đánh thuế địa tô kinh tế của đất đai, và nói rộng hơn là các tài nguyên thiên nhiên." Stiglitz cũng khẳng định rằng ngày nay chúng ta biết rằng thuế giá trị đất "thậm chí còn tốt hơn so với những gì Henry George nghĩ."
Quỹ Robert Schalkenbach xuất bản các tác phẩm của Henry George và những tài liệu liên quan đến cải cách kinh tế, đồng thời tài trợ cho các nghiên cứu học thuật về các đề xuất chính sách của ông. Viện Chính sách Đất đai Lincoln được thành lập để quảng bá các ý tưởng của Henry George nhưng hiện tập trung rộng hơn vào kinh tế học đất đai và chính sách. Trường Khoa học Xã hội Henry George tại New York và các chi nhánh của trường giảng dạy các khóa học và tiến hành các hoạt động tuyên truyền.
Các tác phẩm của Henry George ảnh hưởng mạnh mẽ đến Tôn Dật Tiên và thuyết Tam Dân của ông.

## Tác phẩm
- Our Land and Land Policy 1871
- Progress and Poverty 1879 (unabridged text)
- The Irish Land Question 1881
- Social Problems 1883
- Protection or Free Trade 1886 unabridged text (1905), alternate Archived May 30, 2010, at the Wayback Machine
- The Standard, New York Archived August 1, 2020, at the Wayback Machine 1887 to 1890 A weekly periodical started and usually edited by Henry George.
- The condition of labor: an open letter to Pope Leo XIII; with encyclopedical letter of Pope Leo XIII, on the condition of labor 1891
- A Perplexed Philosopher 1892
- The land question : Property in land 1893
- Shortest road to the single tax 1893
- The Science of Political Economy (unfinished) 1898